# Jéssica Silva
Pour les articles homonymes, voir Silva.
Jéssica Silva, née le 11 décembre 1994 à Vila Nova de Milfontes, est une footballeuse internationale portugaise qui évolue au poste d'attaquante au Gotham du NJ/NY.

## Biographie
Considérée comme l'une des plus brillantes footballeuses portugaises de sa génération, elle commence sa carrière en 2004 au sein de l'União Recreativa Ferreirense à Anadia. Elle se fait ensuite connaître au sein du Clube de Albergaria où elle arrive en 2011.
Après ses débuts au Portugal, elle tente sa chance en Suède, durant six mois au sein de l'équipe du Linköpings FC, entre juillet et décembre 2014. Après son interlude suédois, elle retourne au Clube de Albergaria, où elle y passe deux nouvelles saisons avant de découvrir le SC Braga en 2016. Elle n’y restera qu’une saison et part découvrir le championnat espagnol au Levante UD, où elle restera deux saisons. 
Attaquante polyvalente qui peut jouer sur tout le front de l’attaque, elle change en juin 2019 en signant pour deux saisons à l'Olympique lyonnais, quadruple champion d’Europe en titre, un grand pas en avant pour la joueuse qui voit là l'occasion unique d'évoluer aux côtés des plus grandes joueuses du monde et de se faire un nom en Europe.
Le 2 septembre 2019, elle reçoit le trophée de la meilleure joueuse portugaise, lors du Gala das Quinas de oro, trophée remis par la Fédération Portugaise de Football.
Le 4 mai 2021, l'Olympique lyonnais (féminines) annonce sa résiliation peu de temps avant sa fin de contrat, et après seulement 76 minutes jouées au club (6 matchs, 2 buts), mais avec trois trophées remportés : le championnat de Division 1 en 2020, la coupe de France en 2020, ainsi que la Ligue des champions féminine de l'UEFA 2019-2020. Son passage à l'OL fut alors considéré comme un échec, étant le septième voire huitième choix en attaque. 
Elle est par la suite recrutée par Kansas City qui lui offre un contrat de deux ans. Après une première saison anecdotique, 14 matchs (dont 5 titulaire), et aucun but, elle résilie une nouvelle fois son contrat et décide de repartir dans son pays natal, et signe alors au Benfica Lisbonne afin de relancer sa carrière. 

### En équipe nationale
Elle fait partie de la génération en or portugaise, où les filles de moins de 19 ans, ont disputé la phase finale d'une compétition majeure, soit l'Euro 2012, où les jeunes portugaises s'inclinent en demi-finale face à l'Espagne, 1 à 0.
En septembre 2011, Jéssica Silva fait ses débuts dans l'équipe portugaise lors d'un match de qualification pour la Coupe d'Europe 2013, qui s'achève avec la victoire 1-0 de l'Autriche. Elle est convoquée par l'entraîneur Francisco Neto pour participer à l'Euro 2017. Malheureusement une blessure lors de la dernière séance d'entraînement précédant le début du championnat elle est écartée du groupe et est remplacée par Diana Gomes.
Joueuse plutôt friande de dribbles , quelques uns de ceux-ci firent une petite sensation sur les réseaux sociaux, notamment lors d'un match opposant la Belgique au Portugal comptant pour la qualification pour la Coupe du monde 2019 (1-1) ou contre Bilbao.
Elle a aussi été active en futsal. Elle participa notamment lors du Mondial U20 2012 en Angleterre et de l'Euro U19 2012 en Turquie.

## Statistiques

### En club
| Saison                | Club                  | Championnat           | Championnat | Championnat | Coupe(s) nationale(s) | Coupe(s) nationale(s) | Compétition(s) continentale(s) | Compétition(s) continentale(s) | Compétition(s) continentale(s) | Sélection | Sélection | Sélection | Total | Total |
| Saison                | Club                  | Division              | M.          | B.          | M.                    | B.                    | Comp.                          | M.                             | B.                             | Équipe    | M.        | B.        | M.    | B.    |
| 2011-2012             | Clube de Albergaria   | Nacional Feminino     | 3           | 3           | 2                     | 1                     | -                              | 0                              | 0                              | U19 & A   | 9         | 0         | 14    | 4     |
| 2012-2013             | Clube de Albergaria   | Nacional Feminino     | 18          | 18          | 1                     | 1                     | -                              | 0                              | 0                              | A         | 14        | 1         | 33    | 20    |
| 2013-2014             | Clube de Albergaria   | Nacional Feminino     | 1           | 0           | -                     | -                     | -                              | 0                              | 0                              | A         | 11        | 4         | 12    | 4     |
| Sous-total            | Sous-total            | Sous-total            | 22          | 21          | 3                     | 2                     | -                              | 0                              | 0                              |           | 34        | 5         | 59    | 28    |
| 2014                  | Linköpings FC         | Damallsvenskan        | 2           | 0           | 1                     | 0                     | -                              | 0                              | 0                              | A         | 3         | 1         | 6     | 1     |
| Sous-total            | Sous-total            | Sous-total            | 2           | 0           | 1                     | 0                     | -                              | 0                              | 0                              |           | 3         | 1         | 6     | 1     |
| 2014-2015             | Clube de Albergaria   | Nacional Feminino     | -           | -           | -                     | -                     | -                              | 0                              | 0                              | -         | 0         | 0         | 0     | 0     |
| 2015-2016             | Clube de Albergaria   | Nacional Feminino     | 14          | 11          | 1                     | 0                     | -                              | 0                              | 0                              | -         | 0         | 0         | 15    | 11    |
| Sous-total            | Sous-total            | Sous-total            | 14          | 11          | 1                     | 0                     | -                              | 0                              | 0                              | -         | 0         | 0         | 15    | 11    |
| 2016-2017             | SC Braga              | Nacional Feminino     | 12          | 12          | 2                     | 0                     | -                              | 0                              | 0                              | A         | 11        | 1         | 25    | 13    |
| Sous-total            | Sous-total            | Sous-total            | 12          | 12          | 2                     | 0                     | -                              | 0                              | 0                              |           | 11        | 1         | 25    | 13    |
| 2017-2018             | Levante UD            | Primera Femenina      | 20          | 4           | 2                     | 0                     | -                              | 0                              | 0                              | A         | 11        | 0         | 33    | 4     |
| 2018-2019             | Levante UD            | Primera Femenina      | 21          | 2           | 2                     | 0                     | -                              | 0                              | 0                              | A         | 12        | 1         | 35    | 3     |
| Sous-total            | Sous-total            | Sous-total            | 41          | 6           | 4                     | 0                     | -                              | 0                              | 0                              |           | 23        | 1         | 68    | 7     |
| 2019-2020             | Olympique lyonnais    | D1 Arkema             | 2           | 1           | 1                     | 0                     | LDC                            | 3                              | 1                              | A         | 4         | 1         | 10    | 3     |
| Sous-total            | Sous-total            | Sous-total            | 2           | 1           | 1                     | 0                     | -                              | 3                              | 1                              |           | 4         | 1         | 10    | 3     |
| Total sur la carrière | Total sur la carrière | Total sur la carrière | 93          | 51          | 12                    | 2                     | -                              | 3                              | 1                              |           | 75        | 9         | 183   | 63    |

Statistiques actualisées le 25 avril 2020

#### Matchs disputés en coupes continentales[11]
Jusqu'à son arrivée à l'Olympique Lyonnais, Jéssica Silva, n'avait jamais participé à un match de coupes continentales. elle fait ses débuts le 11 septembre 2019 face au Riazan VDV. Elle rentre en jeu à la 74e en remplacement de la norvégienne, Ada Hegerberg. Son premier but elle le marque 4 minutes après être entrée en jeu à la place de Dzsenifer Marozsán, face aux danoises du Fortuna Hjørring.
| Matchs | Date              | Stade                             | Adversaire       | Résultat | Minutes | Compétition         | Buts | Tour                | Club               |
| ------ | ----------------- | --------------------------------- | ---------------- | -------- | ------- | ------------------- | ---- | ------------------- | ------------------ |
| 1      | 11 septembre 2019 | Stade Spartak, Riazan             | Riazan VDV       | 0 – 9    | 16 min  | Ligue des champions | 0    | Seizièmes de finale | Olympique Lyonnais |
| 2      | 25 septembre 2019 | Groupama OL Training Center, Lyon | Riazan VDV       | 7 – 0    | 29 min  | Ligue des champions | 0    | Seizièmes de finale | Olympique Lyonnais |
| 3      | 30 octobre 2019   | Groupama OL Training Center, Lyon | Fortuna Hjørring | 7 – 0    | 13 min  | Ligue des champions | 1    | Huitièmes de finale | Olympique Lyonnais |

### En sélection nationale
| Matches officiels de Jéssica Silva en sélections portugaises | Matches officiels de Jéssica Silva en sélections portugaises | Matches officiels de Jéssica Silva en sélections portugaises | Matches officiels de Jéssica Silva en sélections portugaises | Matches officiels de Jéssica Silva en sélections portugaises |
| Club                                                         | V.                                                           | N.                                                           | D.                                                           | Buts                                                         |
| ------------------------------------------------------------ | ------------------------------------------------------------ | ------------------------------------------------------------ | ------------------------------------------------------------ | ------------------------------------------------------------ |
| Portugal U19 (21 matchs: 23,86%) (Incomplet)                 | 5 (35,71%)                                                   | 3 (21,43%)                                                   | 6 (42,86%)                                                   | 4 (33,33%)                                                   |
| Portugal A (67 matchs: 76,14%) (Incomplet)                   | 23 (35,38%)                                                  | 11 (16,92%)                                                  | 31 (47,70%)                                                  | 8 (66,67%)                                                   |
| Total (Incomplet)                                            | 28 (35,44%)                                                  | 14 (17,72%)                                                  | 37 (46,84%)                                                  | 12                                                           |

## Palmarès

### Avec leClube de Albergaria
- Vainqueur de la Coupe de l'AF Aveiro en 2012-2013
- Vice-championne du Campeonato Nacional en 2012-2013 et 2015-2016
- Finaliste de la Taça de Portugal en 2011-2012 et 2014-2015
- Finaliste de la Supertaça de Portugal en 2015-2016
- Troisième du Campeonato Nacional en 2011-2012

### Avec leLinköpings FC
- Vainqueur de la Svenska Cupen damer en 2014

### Avec leSC Braga
- Vice-championne du Campeonato Nacional Feminino Allianz en 2016-2017
- Finaliste de la Taça Portugal Futebol Feminino Allianz en 2016-2017

### Avec leLevante UD
- Troisième de la Primera División en 2018-2019